# По волне моей памяти (песня)
«По волне́ мое́й па́мяти» (инципит «Когда это было, когда это было, / Во сне? Наяву?..») — песня Давида Тухманова на стихи Николаса Гильена в переводе Инны Тыняновой из одноимённого концептуального альбома Тухманова 1976 года.
Отбор всего литературного материала для альбома, включая переводное стихотворение Гильена «По волне моей памяти» (1947), и фактическое продюсирование альбома были сделаны женой Тухманова Татьяной Сашко.
Первый исполнитель песни — Владислав Андрианов, для которого, по его словам, она стала «сумасшедшим взлётом».

## История
Музыка Давида Тухманова

Слова Николаса Гильена

Перевод Инны Тыняновой

Когда это было, когда это было, 

Во сне? Наяву? 

Во сне, наяву, по волне моей памяти 

Я поплыву.

Золотая, как солнце, кожа, тоненькие каблучки, 

Узел волос из шёлка, складки платья легки, 

Мулатка, просто прохожая, как мы теперь далеки.

Подумал я вслед: «Травиночка,

Ветер над бездной ревёт.

Сахарная тростиночка,

Кто тебя в бездну столкнёт?

Чей серп на тебя нацелится,

Срежет росток?

На какой плантации мельница

Сотрёт тебя в порошок?»

<...>
Жена Д. Тухманова и фактический продюсер альбома «По волне моей памяти» Татьяна Сашко, отбиравшая для него весь литературный материал, выбрала в том числе и давшее название всему альбому стихотворение кубинского поэта Николаса Гильена  в переводе Инны Тыняновой «По волне моей памяти». Стихотворение было опубликовано в 1947 году в сборнике El son entero под названием исп. Agua del recuerdo, инципит «¿Cuándo fue? / No lo sé. / Agua del recuerdo / voy a navegar...».
Первый исполнитель песни двадцатичетырёхлетний Владислав Андрианов, выбранный Тухмановым и Сашко, уже был известен как солист вокально-инструментального ансамбля «Лейся, песня» — прежде всего песней «Кто тебе сказал?». Как и для всех других исполнителей, приглашение на запись одной из песен альбома было для него неожиданностью. Во время пребывания на каникулах в родном Ростове-на-Дону ему позвонил Тухманов, который спросил: «Можешь прилететь?» Через несколько часов Андрианов был дома у Тухманова и Сашко.
Как и все другие исполнители, Андрианов не знал, что это за альбом, и не знал даже, что за песню он записывает: над нотами со словами, которые ему дали, было написано условное название «Опус № 40». Между Сашко и Андриановым произошёл, по воспоминаниям певца, следующий диалог: «— Ты должен это спеть так, чтобы тебя никто не узнал. — Это как? — Как хочешь, хоть на голову становись». Запись песни продолжалась всего несколько часов. Работа в студии, начавшаяся в 16.30, была завершена в 2 часа ночи. Настоящее название песни «По волне моей памяти» и имя автора стихов Николаса Гильена Андрианов узнал только после выхода альбома.

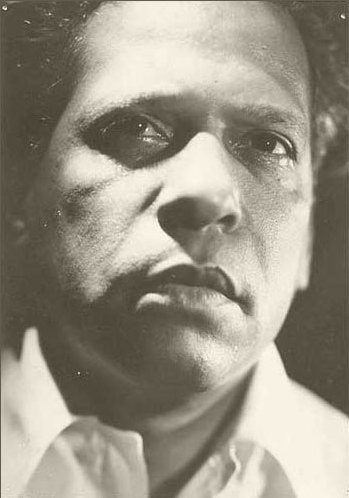
Поэт Николас Гильен
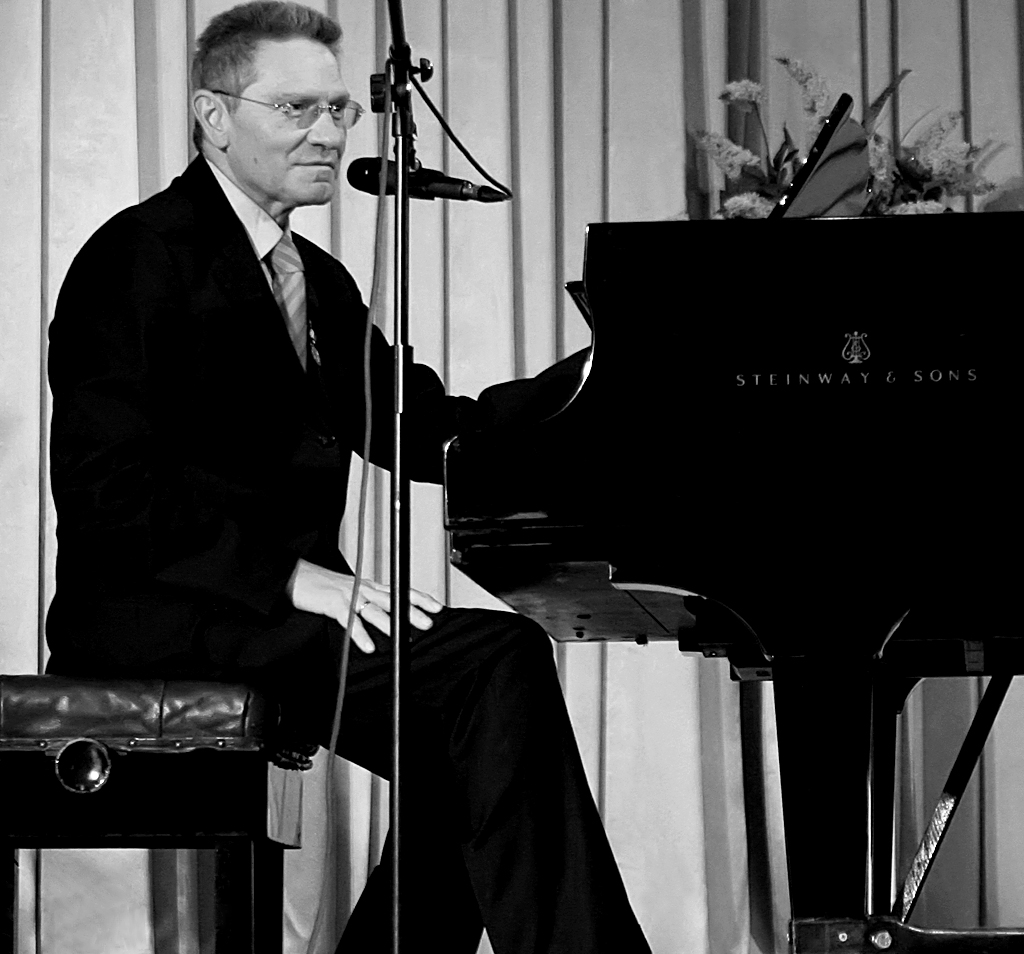
Композитор Давид Тухманов
Певец Владислав Андрианов

Успех исполненной им песни и всего альбома «По волне моей памяти» Владислав Андрианов воспринимал как коллективный успех ансамбля «Лейся, песня» — другой солист ансамбля, Игорь Иванов, записал для того же альбома песню «Из вагантов»:
Тухманов оторваться дал прилично и мне, и вообще «Лейся песне». Мы же тогда ничего не знали о его планах — записали и записали. А пластинка стала революцией в советской музыке для того времени. <…> Однажды утром <…> стою на автобусной остановке, а изо всех окон сплошняком «льются песни» — «Во французской стороне…» и «Когда это было, когда это было? Во сне? Наяву?..» После этого нас начали называть: «оклад шесть пятьсот, холост». <…> У нас у всех вдруг рожи стали такие умиротворённые, типа томджонсы, всего достигли. Пошили смокинги, надели рубашки с бабочками. Надо, мол, соответствовать. Детский сад, словом. Но факт: по песням «Прощай» и «Кто тебе сказал?» нас узнали, а «По волне моей памяти» — это уже был наш сумасшедший взлёт.
На юбилейном концерте Давида Тухманов в ГЦКЗ «Россия» в 2000 году песню исполнил ансамбль «Песняры». В музыкальном фильме «По волне моей памяти», снятом без участия Тухманова в 2006 году, к 30-летию выхода альбома «По волне моей памяти», песню пел Александр Маршал. Творческий вечер Давида Тухманова в рамках фестиваля «Новая волна» 30 июля 2010 года открылся песней «По волне моей памяти» в исполнении самого Тухманова с бэк-вокалом Ирины Дубцовой, Анастасии Кочетковой, Макпал, Нюши, Согдианы и Алексы.

## Участники записи 1975—1976 годов
- Борис Пивоваров (гитара)

Вторая сторона грампластинки «По волне моей памяти» с записью одноимённой песни (1976)

- Аркадий Фельдбарг (бас-гитара, скрипка)
- Владимир Плоткин (ударные)
- Давид Тухманов (фортепиано, орган, синтезатор, электропиано)
- Медная группа ансамбля «Мелодия» под управлением Георгия Гараняна
- Струнная группа Большого симфонического оркестра Всесоюзного радио и телевидения (дирижёр Константин Кримец)
- Звукорежиссёр Николай Данилин

## Комментарии
1. ↑  На обороте конверта альбома «По волне моей памяти» было написано: «Литературный материал подобран Татьяной Сашко».
2. ↑  «Во французской стороне…» — инципит песни «Из вагантов».
3. ↑  Игорь Иванов в составе ансамбля «Лейся, песня» был первым исполнителем песни «Прощай», получившей впоследствии бо́льшую известность в исполнении Льва Лещенко.